# 臺灣語典 (連橫)
《臺灣語典》（臺羅：Tâi-uân gú-tián），原名《臺語考釋》（臺羅：Tâi-gú khó-sik），為臺灣文學家連橫所著，著作時間自1929年始，至1933年完成。全書共分4卷，計收語彙1182條。卷（一）為單音詞，卷（二、三、四）為雙音詞。

## 源起
連橫於1929年11月24日在《臺灣民報》第288號首發表「臺語整理之頭緒」：
「余臺灣人也， 能操臺灣之語，而不能書臺灣之字，且不能明臺語之義，余深自愧！夫臺灣之語，傳自漳、泉，而漳泉之語傳自中國，其源既遠，其流又長；張皇幽渺，墜緒微茫， 豈真南蠻鴃舌之音，而不可以調宮商也哉？余以治事之暇，細為研求，乃知臺灣之語，高尚優雅，有非庸俗之所能知，且有出於周、秦之際，又非今日儒者之所能 明，余深自喜！」
一個禮拜後再撰「臺語整理之責任」提及：
「今之學童，七歲受書，天真未漓，咿唔初誦，而鄉校已禁其臺語矣；今之青年，負笈東土，期求學問，十載勤勞而歸來，已忘其臺語矣；今之搢紳上士，乃至里胥小吏，遨遊官府，附勢趨權，趾高氣揚，自命時彥，而交際之間，已不屑復語臺語矣！……余以僇民，躬逢此阨，既見臺語之日就消滅，不得不起而整理，一以保存，一謀發達，遂成臺語考釋，亦稍以盡厥職矣。」

## 詞條體
詞條體例歸納為：
1. 詞目
2. 詞義
3. 釋音
4. 引證舊典，以明出處
5. 用例
6. 補充說明（姚榮松，《臺灣語典》導讀，p.18）。

以卷一「泔」字為例：
1. 〈詞目〉：泔。
2. 〈詞義〉：調味煮魚也。
3. 〈釋音〉：〖《韻會》：音甘，呼如庵〗。
4. 〈引證舊典，以明出處〉：〖《荀子》：曾子食有餘；曰：泔之。楊倞註：烹和之名〗。
5. 〈用例〉：如曰泔轉。
6. 〈補充說明〉：〔按泔轉一語，中國久已失傳，臺灣亦少知者。不圖二千餘年後尚存於臺南婦女口中，寧不可貴〕。

## 刊本
《臺灣語典》連雅堂，金楓出版社，臺北，1986年。

## 論述
比年以來，我臺人士輒唱鄉土文學，且有台灣語改造之議，此余平素之計劃也。顧言之似易而行之實難，何也？能言者未必能行，能行者又不肯行；此臺灣文學所以日趨萎靡也。夫欲提倡鄉土文學，必先整理鄉土語言，而整理之事，千頭萬緒：如何著手、如何搜羅、如何研究、如何決定？非有淹博之學問、精密之心思，副之以堅毅之氣力、與之優遊之歲月，未有不半途而廢者也。余，台灣人也，既知其難，而不敢以為難。
 — 《雅言》。
連橫曰：「余臺灣人也，能操臺灣之語而不能書臺灣語之字，且不能明臺語之義，餘深自愧！夫臺灣之語，傳自漳、泉，而漳、泉之語，傳自中國，其源既遠，其流又長，張皇幽渺 ，墜緒微茫，豈真南蠻鴃舌之音而不可以調宮商也哉？餘以治事之暇，細為研求，乃知臺灣之語，高尚優雅，有非庸俗之所能知；且有出於周、秦之際，又非今日儒者之所能明，餘深自喜。」…………嗟夫！余又何敢自慰也。餘懼夫臺灣之語日就消滅，民族精神因之萎靡，則餘之責乃婁大矣。
 — 《臺語考釋 · 序一》
餘既整理臺語，復懼其日就消滅，悠然以思，惕然以儆，愴然以言。烏乎！余聞之先哲矣，滅人之國，必先去其史；隳人之枋、敗人之綱紀，必先去其史；絕人之材、湮塞人之教，必先去其史。余又聞之舊史氏矣，三苗之猾夏，獯鬻 之憑陵，五胡之俶擾，遼、金、西夏之割據，愛親覺羅氏之盛衰，其祀忽亡，其言自絕；其不絕者僅存百一於故籍之中，以供後人之考索。烏乎！吾思之，吾重思之，吾能不懼其消滅哉！

今之學童，七歲受書；天真未漓，吚唔初誦，而鄉校已禁其臺語矣。今之青年，負笈東上，期求學問，十載勤勞而歸來，已忘其臺語矣。今之搢紳上士，乃至裏胥小吏，遨遊官府，附勢趨權，趾高氣揚，自命時彥，而交際之間，已不屑復語臺語矣。顏推之氏有言：「今時子弟，但能操鮮卑語、彈琵琶以事貴人，無憂富貴」。噫！何其言之婉而戚也！

餘以僇民，躬逢此阨，既見臺語之日就消滅，不得不起而整理，一以保存，一謀發達，遂成臺語考釋，亦稍以盡厥職矣。曩者余懼文獻之亡，撰述臺灣通史，今復刻此書，雖不足以資貢獻，苟從此而整理之、演繹之、發揚之，民族精神賴以不墜，則此書也，其猶玉山之一雲、甲溪之一水也歟！
 — 《臺語考釋 · 序二》
凡一民族之生存，必有其獨立之文化，而語言、文字、藝術、風俗，則文化之要素也。是故，文化而在，則民族之精神不泯，且有發陽光大之日，此徵之歷史而不可易者也。臺灣今日文化之銷沉，識者憂之。而發揚之、光大之，則鄉人士之天職也。
 — 《雅言 · 二》

## 參閲
- 台閩字

## 外部連結
- 臺灣文獻叢刊